# Pensacola darlingtoni
Pensacola darlingtoni là một loài nhện trong họ Salticidae.
Loài này thuộc chi Pensacola. Pensacola darlingtoni được Elizabeth Bangs Bryant miêu tả năm 1943.